# Hans Christiani
Hans Christiani (* 30. Juli 1951 in Berlin) ist ein deutscher Schauspieler.

## Leben
Christiani, ein gelernter Kfz-Mechaniker, entdeckte im Jahr 1986 seine Leidenschaft für die Schauspielerei. Zusammen mit Lothar von Versen trat er im „Komiker-Kabarett“ auf und erlernte das Schauspiel an der Volkshochschule.
Christiani war Hauptdarsteller der täglichen RTL-Seifenoper Gute Zeiten, schlechte Zeiten, in der er seit Mai 1992 (Folge 8) den von allen nur beim Nachnamen gerufenen Gastronomen, Grafiker und späteren Sozialarbeiter A. R. (Agamemnon Rufus) Daniel spielte. Nach dieser langen Zeit gab er am 24. Juli 2009 seinen Ausstieg aus der Serie bekannt; eine Rückkehr sei allerdings nicht auszuschließen.
Außerdem war er Gastdarsteller in der ebenfalls von RTL produzierten Fernsehserie Hinter Gittern – Der Frauenknast.
Hans Christiani ist mit der Schauspielerin Christiane Christiani verheiratet.

## Filmografie
- 1992–2009: Gute Zeiten, schlechte Zeiten (Fernsehserie)
- 1999: Hinter Gittern – Der Frauenknast (Fernsehserie, 2 Folgen)